# 1670
Епоха великих географічних відкриттів •  Річ Посполита •  Запорозька Січ •  Руїна

## Геополітична ситуація
Османську імперію очолює Мехмед IV (до 1687). Під владою османського султана перебувають Близький Схід та Єгипет, Середземноморське узбережжя Північної Африки, частина Закавказзя, значні території в Європі: Греція, Болгарія та Сербія. Васалами османів є Волощина та Молдова.
Священна Римська імперія — наймогутніша держава Європи. Її територія охоплює, крім німецьких земель, Угорщину з Хорватією, Богемію, Північну Італію. Її імператор — Леопольд I Габсбург (до 1705).
Габсбург Карл II Зачарований є королем Іспанії (до 1700). Йому належать Іспанські Нідерланди, південь Італії, Нова Іспанія, Нова Гранада та Нова Кастилія в Америці, Філіппіни. Королем Португалії формально є Альфонсу VI при регентстві молодшого брата Педру II. Португалія має володіння в Бразилії, в Африці, в Індії, в Індійському океані й Індонезії.
Північ Нідерландів займає Республіка Об'єднаних провінцій. Вона має колонії в Північній Америці, Індонезії, на Формозі та на Цейлоні. Король Франції — Людовик XIV (до 1715). Франція має колонії в Північній Америці. Король Англії — Карл II Стюарт (до 1685). Англія має колонії в Північній Америці, на Карибах та в Індії. Король Данії та Норвегії — Кристіан V (до 1699), король Швеції — Карл XI (до 1697). На Апеннінському півострові незалежні Венеціанська республіка та Папська область. Королем Речі Посполитої є Міхал Корибут Вишневецький (до 1673). Царем Московії є Олексій Михайлович (до 1676).
Україну розділено по Дніпру між Річчю Посполитою та Московією. Діють три гетьмани: Петро Дорошенко, Михайло Ханенко, Дем'ян Многогрішний. На півдні України існує Запорозька Січ. Існують Кримське ханство, Ногайська орда.
В Ірані правлять Сефевіди.
Значними державами Індостану є Імперія Великих Моголів, у якій править Аурангзеб, Біджапурський султанат, султанат Голконда. В Китаї править Династія Цін. У Японії триває період Едо.

## Події

### В Україні
- Олексій Хромий очолив повстання Разіна на Слобідській Україні.
- Михайло Ханенко підписав в Острозі договір з Річчю Посполитою.
- Кошовим отаманом Січі обрано Григорія Пелеха.

### У світі
- На Дону розпочалося повстання Степана Разіна.
- Змова Зринських — Франкопана в Хорватії зазнала невдачі.
- Данським королем став Кристіан V.
- Розпочався понтифікат Климента X.
- Король Англії Карл II та французький король Людовик XIV уклали в Дуврі таємну угоду, що передбачала поступове повернення Англії до католицизму й підтримку Англією Франції у захопленні Нідерландів.
- Людовик XIV розпочав будівництво Дому Інвалідів.
- Іспанія підписала в Мадриді угоду з Англією, за якою поступилася Ямайкою, Багамами, Бермудами.
- Валлійський буканьєр Генрі Морган здійснив нові напади на прибережні поселення Латинської Америки.
- Іспанські фрегати напали на англійське поселення Чарлстон у Кароліні.
- Засновано Компанію Гудзонової затоки.
- Правитель маратхів Шиваджі повернув собі втрачені 1664 року міста.

## Наука і культура
- Жан Пікар обчислив радіус Землі з точністю 0,44 % сучасного значення.
- Джон Рей опублікував «Catalogus plantarum Angliæ».
- Відбулася прем'єра п'єси Мольєра «Міщанин-шляхтич».

## Народились
див. також Категорія:Народились 1670
- 12 травня — Фридерик Август II Сильний, польський король
- 19 січня — Мандевіль Бернард англійський філософ, економіст, сатирик.

## Померли
див. також Категорія:Померли 1670
- 15 листопада — В Амстердамі у віці 78-ми років помер чеський мислитель, теолог і педагог Ян Коменський